# Serp bruna oriental
La serp bruna oriental (Pseudonaja textilis) és una espècie extremadament verinosa de la família Elapidae, pròpia d'Austràlia oriental i central i de Nova Guinea del sud (Australàsia). És considerada la segona serp terrestre més verinosa del món, després de la serp taipan. D'acord amb el seu valor DL50 (subcutani) en ratolins, s'estima que és la responsable d'aproximadament el 60% de morts per picada de serp a Austràlia. Descrita per primera vegada per André Marie Constant Duméril el 1854, aquesta espècie de serp ovípara, en edat adulta, pot arribar a mesurar 2 m (6,6 ft) de llargada, i presenta taques de tons marronosos diversos al llom, des de pàl·lids a pràcticament negres, i una part inferior d'un to crema-groguenc pàl·lid, sovint amb taques taronges o grises.
Es poden trobar serps marrons orientals a la majoria d'hàbitats d'Australàsia, excepte a boscos densos. Ha esdevingut més comuna en terres de conreu i als afores de nuclis urbans, ja que es beneficia de l'agricultura perquè augmenta el nombre d'individus de la seva presa principal, el ratolí comú.

## Taxonomia
El zoòleg francès André Marie Constant Duméril va descriure la serp bruna oriental el 1854 sota el nom de Furina textilis, en francès Furine tricotée (pel seu patró a la pell, que recordava una mitja), a partir de les dades d'un espècimen recollit l'octubre de 1846 per Jules Verreaux. L'herpetòleg alemany Johann Gustav Fischer va denominar aquesta espècie Pseudoelaps superciliosus el 1856 a partir d'un espècimen recollit de Sydney. El zoòleg alemany-britànic Albert Günther el 1858 va descriure la mateixa serp amb el nom de Demansia annulata. L'any següent, el naturalista italià Giorgio Jan la va anomenar Pseudoelaps sordellii i Pseudoelaps kubingii.
Gerard Krefft, conservador del Museu Australià, va reclassificar l'espècie de Duméril en el gènere Pseudonaja el 1862 després de recollir múltiples espècimens i d'establir que els patrons de la pell de les serps joves es desdibuixen i destenyeixen durant el creixement, sent menys visibles a l'adult. Va concloure així que la descripció original de Duméril va ser basada en un espècimen immadur, i va enviar un adult a Günther, el qual va catalogar-lo sota el nom nou el mateix any durant la nova catalogació d'espècies de serps de la col·lecció del Museu Britànic. Després d'examinar tots els espècimens, Günther va concloure que Furina textilis i Diemansia annulata es van basar en la descripció d'individus joves, mentre que Pseudoelaps superciliosus, P. sordelli, i P. kubingii es va basar en adults, però tots formaven part de la mateixa espècie, la qual va anomenar Diemenia superciliosa. El 1896, el naturalista belga-britànic George Albert Boulenger li va donar el nom de Diemenia textilis.
Les serps marrons van recatalogar-se del gènere Diemenia a Pseudonaja de la mà del naturalista australià Eric Worrell a principis dels anys 1960s en la base de morfologia dels seus cranis, i reforçat per l'herpetòleg americà Samuel Booker McDowell el 1967 en la base als músculs de les glàndules productores de verí. Aquesta classificació ha estat seguida pels autors subsegüents.
Un estudi d'ADN mitocondrial de 2008 va mostrar tres llinatges amplis: un clade sud-oriental propi d'Austràlia Meridional, Victòria i del sud-est i les costes de Nova Gal·les del Sud; un clade nord-oriental del nord i oest de Nova Gal·les del Sud i Queensland; i un clade del territori central (i presumiblement nord) australià, del Territori del Nord. Durant el Plistocè, gràcies a l'existència de ponts terrestres naturals entre Austràlia i Nova Guinea, el clade central va colonitzar la regió al voltant de Merauke al sud-est de Papua Occidental, i el clade nord-oriental va colonitzar la Badia de Milne, la Província d'Oro, i Províncies Centrals a Papua Nova Guinea oriental.
P. textilis és un tàxon monotípic. Raymond Hoser va descriure totes les poblacions de Nova Guinea com Pseudonaja textilis pughi basant-se en un recompte de dents maxil·lars diferent respecte les poblacions australianes. Tanmateix, aquesta diferència era inconsistent i com que no hi ha cap població de serp bruna de Guinea Nova distinta genèticament, aquest tàxon no és reconegut. Els herpetòlegs australians Richard W. Wells i C. Ross Wellington van descriure la Pseudonaja ohnoi el 1985 a partir d'un espècimen gran de Mount Gillen, prop d'Alice Springs, distingint-lo segons el nombre d'escates de la seva pell, però per ara no és considerada una espècie diferent.

## Descripció
La serp bruna oriental és una espècie prima o moderadament gruixuda, amb uniformitat morfològica entre el cap i el coll. El seu morro té un aspecte arrodonit vist des de sobre. La majoria d'espècimens tenen una longitud total (incloent cua) de fins a 1,5 m (4,9 ft), amb alguns espècimens més grans que poden assolir els 2 m (6,6 ft). La mida màxima enregistrada és la d'un individu que mesurava 2,4 m (7,9 ft).
L'adult de la serp bruna oriental presenta colors diversos. La part superior varia en una gamma que va de marró pàl·lid a fosc, quasi negre, i en alguns casos amb ombres taronja o marró vermellós, amb els pigments més intensos a la part posterior de les escates dorsals. Les serps marrons orientals de Merauke tenen el llom en tons entre marronosos i oliva, mentre que aquelles de Papua Nova Guinea oriental són de tonalitats molt fosques de gris-marró o negrós. Tenen la llengua fosca, i l'iris és negre amb un anell d'un to pàl·lid de groc-marronós o taronja al voltant de la pupil·la. La barbeta de la serp bruna oriental i la seva part inferior és de color crema o groc pàl·lid, de vegades variant a marró o gris-marronós cap a la cua. Sovint tenen taques de color taronja, marró o gris fosc a la part ventral, especialment a la part anterior. Les escates ventrals sovint estan delimitades amb marró fosc a les seves vores posteriors.
Els individus joves poden variar respecte les seves marques a la pell, però generalment tenen el cap negre, amb un morro marró més clar i una banda negra a la nuca. Els seus cossos poden ser marró uniforme, o tenir moltes bandes negres, o un patró de xarxa. Totes les marques més fosques se'ls destenyeixen amb l'edat. Dels ous que es desenvolupen en àrees més fredes sovint neixen serps joves amb més bandes a la pell.
La seva part ventral groguenca serveix per distingir-la de la Pseudonaja affinis i de la Pseudonaja inframacula, les quals són completament marrons o amb la part inferior grisa. La serp bruna oriental té la pell de dins la boca de color rosa, mentre que la serp bruna del nord i l'occidental la tenen negra. Les serps marrons orientals grans sovint es confonen amb la serp de Mulga (Pseudechis australis), l'hàbitat de la qual comparteixen a moltes àrees, però es poden distingir per la menor mida del cap de la P. textilis. Les serps marrons orientals joves tenen marques al cap similars a les de la Furina diadema, les serps grises, (Hemiaspis damelii), la Parasuta dwyeri i la Suta suta.

### Escates
La serp bruna oriental té 17 files d'escates dorsals a la part mitjana del cos, de 192 a 231 escates ventrals, de 45 a 75 escates subcaudals dividides (ocasionalment algunes de la part anterior no estan dividides), i una escata anal dividida. La seva boca està delimitada per sis escates supralabials per sobre i set (rarament vuit) escates sublabials a sota. La seva escata nasal és quasi sempre completa, i rarament és parcialment dividida. Els seus ulls tenen dos o en alguns casos estranys tres escates postoculars.

## Distribució i hàbitat
La serp bruna oriental habita al llarg de la costa de l'est d'Austràlia, des de Malanda (ben al nord de Queensland), al llarg de les costes i les zones interiors de Queensland, Nova Gal·les del Sud, Victòria, fins a la Península de Yorke a Austràlia Meridional. També existeixen poblacions aïllades a Barkly Tableland i el Serralada MacDonnell, al Territori del Nord i a l'est de Kimberley a Austràlia Occidental, i discontínuament a parts de Nova Guinea, concretament al nord de la província de la Badia de Milne i a la Província Central de Papua Nova Guinea, i el Merauke, regió de la província de Papua, a la part indonèsia de Nova Guinea.
És habitual que es trobi al sud-est de Queensland entre Ipswich i Beenleigh.
La serp bruna oriental ocupa diversos tipus d'hàbitats, des de boscos secs d'esclerofil·le (boscos d'eucaliptus) i landa de zones costaneres, fins a regions de sabana, praderies interiors, i matolls àrids, passant per àrees més àrides que s'inunden intermitentment. És més comuna en hàbitats poc frondosos, en terres de conreu i als afores de nuclis urbans. No viu a les selves pluvials ni a altres àrees humides. A causa de la seva dieta basada principalment en rosegadors, sovint poden ser trobades prop de cases i granges. Aquestes àrees també proporcionen refugi en la forma d'escombraries i altres estructures cobertes, on les serps utilitzen làmines de ferro rovellat o edificis com a racons on amagar-se, així com roques grans, caus i esquerdes a terra.
Les lloses de les cases han estat utilitzades per serps marrons orientals per hivernar durant les estacions fredes, i s'han registrat diversos grups nombrosos de serps enrotllades refugiades en aquestes estructures a zones habitades. El juliol de 1991 a Melton es van registrar 6 espècimens de P. textilis sense coberta, en un niu a gespa alta.

## Comportament
La serp bruna oriental és activa durant el dia, tot i que pot retirar-se durant els dies més càlids i sortir un altre cop cap al tard, quan les temperatures siguin més moderades. És més activa durant la primavera, quan els mascles s'aventuren abans a sortir que les femelles, i a vegades són actives en dies d'hivern de temperatura moderada. S'han registrat individus prenent el sol en dies de temperatures tan baixes com 14 °C (57 °F). També s'ha registrat activitat nocturna ocasional. El naturalista australià David Fleay ha informat que aquestes serps poden assolir ritmes que superen el d'una persona que corre a tota velocitat.
Molta gent confon posicions defensives d'aquestes serps per predisposició a l'atac. Envers una confrontació, la serp bruna oriental reacciona amb una de les següents posicions coll. Pot tenir una reacció d'atac parcial, en què la serp aixeca la part frontal del seu cos horitzontalment, elevant-la del terra i aplanant el seu coll, de vegades obrint la boca. En una reacció completa, la serp s'eleva verticalment respecte el terra encorbant el seu coll amb forma de S i obrint la boca. La serp és capaç d'atacar amb més exactitud i amb més alliberació de verí des d'aquesta posició. A causa de l'alçada que assoleix el cap de la serp, les picades es donen sovint a la part alta de la cuixa.
Un estudi de camp a terres de conreu al voltant de Leeton que va controlar 455 trobades entre serps marrons orientals i persones va observar que les serps es van retirar prop de la meitat de cops i van intentar amagar-se gairebé tots els enfrontaments restants. En només 12 confrontacions es va donar un avenç de la serp cap a la persona. Van anotar que les serps tenien tendència a fugir abans quan observaven roba fosca, reduint la possibilitat d'un enfrontament proper. Aquests es donaven més fàcilment si una persona caminava a poc a poc, però les serp mostraven menys agressivitat en aquestes situacions. El risc de trobar-se serps mascles augmenta en dies ventosos i ennuvolats, ja que la serp és menys probable que vegi les persones fins que no són molt a prop, fet que incrementa el risc de picada. De manera similar, també incrementa el risc de trobar mascles festejant femelles el fet de caminar per àrees tranqui·les en dies frescos de setembre i octubre, ja que no perseven la presència humana fins que són molt a prop perquè estan concentrades amb l'emparellament.
Les serps marrons orientals poden assolir la maduresa sexual als 31 mesos de vida, i poden viure fins a 15 anys.

## Aparellament
Les serps marrons s'aparellen durant la primavera; són ovípares. Els mascles duen a terme "combats ritual" amb altres mascles pel control del territori. El mascle més dominant s'aparellarà amb femelles de l'àrea. Les femelles produeixen uns 10–35 ous, cadascun d'un pes mitjà de 8 g, durant la primavera tardana o els inicis d'estiu. No tenen cura del niu un cop els ous s'han posat — les serps joves són totalment independents de la mare.

## Alimentació
La serp bruna oriental sembla tenir unes habilitats per detectar les seves preses per la vista millors que les d'altres serps, i durant la caça aixeca el seu cap com un periscopi de tant en tant per valorar els entorns de la presa. Generalment aquesta serp caça les seves fonts alimentàries als seus refugis, sense empaitar-les. L'adult és generalment diürn, mentre que els individus joves de vegades empaiten les preses durant la nit. La seva dieta està basada gairebé completament en vertebrats, on predominen els mamífers. L'espècie introduïda de ratolí comú és una presa habitual, tot i que també mengen mamífers més grans, com els conills. També consumeixen ocells petits, ous, i fins i tot altres serps. A vegades poden ingerir llangardaixos petits com escíncids, i en casos molt més puntuals, granotes, ja que les serps marrons orientals habiten àrees que sovint es troben a més de 100 m de distància de l'aigua. Les serps més grans mengen predominantment preses de sang calenta, mentre les serps més petites principalment mengen animals ectoterms.
La serp bruna oriental ha estat observada enrotllant-se al voltant de la presa i contraient-la per immobilitzar-la i sotmetre-la. Els herpetòlegs Richard Shine i Terry Schwaner van observar que possiblement recorren a la constricció quan ataquen escíncids perquè pot facilitar clavar els seus petits ullals a les escates gruixudes d'aquestes preses. Sembla que les pogones presenten resistència als efectes del verí de la P. textilis.
Fins i tot hi ha hagut casos en què la serp bruna ha ingerit altres serps com l'Acanthophis antarcticus. Per contra, eviten ingerir certes espècies de gripau perquè són susceptibles a les seves toxines. Algunes evidències indiquen que són immunes al seu propi verí i al de la serp de Mulga, un depredador potencial.
La serp bruna oriental rarament menja durant hivern, i les femelles sovint no mengen mentre tenen els ous a l'interior.

## Verí
La serp bruna oriental és considerada la segona serp terrestre més verinosa del món, només darrere de la serp taipan d'Austràlia de l'est central. És la serp perillosa que es troba més habitualment a Adelaida, i també pot ser vista a Melbourne, Canberra, Sydney, i Brisbane.
El seu verí assoleix nivells de DL50 subcutanis de l'ordre de 36,5 —53 μg/kg, i consisteix majoritàriament en neurotoxines (pre- i post-sinàptiques) i coagulants sanguinis. S'ha observat que la quantitat de verí produït depèn molt de la mida de la serp. Worrell (1963) va obtenir una quantitat de 41,4 mg d'una sola extracció d'un espècimen relativament gran, de 2,1 m (6,9 ft). Aquesta dada és atípica, ja que la serp bruna oriental acostuma a alliberar un volum petit de verí, de no més de 10 mg, amb una mitjana de 2 mg (pes sec).
Una anàlisi del verí duta a terme el 2016 va trobar que, contràriament a la majoria d'altres espècies de serp, el verí de les serps marrons orientals joves difereix de la dels adults; les protrombinases (trobades en adults) eren absents en el verí d'individus joves, de manera que aquest no afectava al temps de coagulació. Les serps que presenten un perfil similar generalment depreden animals dorments com els escíncids.
Clínicament, el verí de la serp bruna oriental és conegut per causar diarrea, marejos, col·lapse o convulsions, insuficiència renal, paràlisi, i aturada cardíaca. Sense tractament mèdic, les picades poden ser mortals. Ara bé, com que aquesta espècie tendeix a iniciar la seva defensa amb picades que no provoquen la mort, la taxa de mortalitat dins dels casos documentats en què la persona no va rebre tractament és relativament baixa, d'un 10–20%.
La serp bruna oriental és també la segona espècie responsable d'enverinament de gossos a Nova Gal·les del Sud. Els gossos i els gats són molt més vulnerables que les persones a patir símptomes neurotòxics com debilitat o paràlisi.
El verí afecta de manera similar les espècies vertebrades de sang calenta, mentre que la susceptibilitat que hi tenen les espècies de rèptils difereix notablement.

### Neurotoxines
La neurotoxina de la serp bruna oriental és la textilotoxina, una neurotoxina presinàptica. És una potent neurotoxina i representa el 3% del pes del verí. Southcott i Coulter (1979) van concloure que textilotoxina actua a la terminació del nervi prèvia a la sinapsis bloquejant selectivament l'alliberament d'acetilcolina. Per tant, aquest bloqueig en sí no va alterar el potencial de membrana de les cèl·lules musculars, ni la conducció del nervi com a tal.
Sutherland (1983) va informar que la textilotoxina té accions directes presinàptiques i cap efecte apreciable sobre el múscul o els receptors d'acetilcolina. El bloqueig presinàptic ve causat per la fosfolipasa, un component de la textilotoxina que actua a l'axolemma.
Barnett et al. (1980) va aïllar una neurotoxina postsinàptica anomenat pseudonajatoxina A. Té 117 residus d'aminoàcid i un pes molecular elevat, de 12.280, fet que implica lentitud en actuar. Causa el bloqueig irreversible per unió molt estable als receptors d'acetilcolina.

### Coagulants
Kellaway (1933), va declarar que el verí de P. textilis posseïa un fort i altament difusible factor de coagulació. Denson (1969) va concloure que el factor de coagulació era un activador complet de protrombina. Masci et al. (1988) va veure que l'activador de protrombina era un component important del verí amb un pes molecular alt, per sobre de 200.000. Van trobar que estava relacionat antigènicament amb l'activador de protrombina del verí de O. scutellatus, capaç d'activar plasma sanguini citrat, plasma tractat amb warfarina,
 plasmes deficients en factor V, i factor X, i d'hidrolitzar pèptid p-nitroanílid substrat S-2222. El Ca2+ i els fosfolípids tenen poc efecte sobre ell. Doery i Pearson (1961) van mostrar que el verí de P. textilis tenia baixes propietats hemofíliques directes i escassa fosfolipasa. Kaire (1964), va informar que el verí té la menor quantitat d'anticoagulants estables d'entre les serps australianes.

### Tractament
El tractament estàndard que s'ha d'aplicar en primer lloc per qualsevol picada que se sospiti que pugui ser de serp verinosa és una bena de compressió a la zona de la picada i aconseguir que la víctima es mogui el mínim possible. Ha de ser transportada a un hospital o clínica com abans millor, on hauria de ser controlada durant un mínim de 24 hores. Se li administrarà la vacuna antitetànica, malgrat el punt clau del tractament és l'administració de l'antídot apropiat contra el verí.
Els gossos i els gats poden ser tractats amb un antídot basant en IgG equines bivalents senceres fraccionades amb àcid caprílic.

## Genoma
Dins del gènere Pseudonaja, la serp bruna oriental és única que presenta un patró diploide de 38 cromosomes.

## Proteoma

### Selenoproteïnes
La serp bruna oriental presenta al proteoma un total de 40 proteïnes de la família de les selenoproteïnes. En concret, conté al seu genoma 20 gens que codifiquen per selenoproteïnes que contenen l'aminoàcid Sec, entre les quals dues (SelT i SelU1) presenten duplicació. També presenta una duplicació en l'homòleg de cisteïna MrsA.

## Captivitat
Les serps marrons orientals estan disponibles a Austràlia per a criar en captivitat. Són considerades difícils de mantenir i només aptes per a criadors de serps experimentats, per la seva velocitat i toxicitat.